# Lambesc
Lambesc je naselje in občina v jugovzhodnem francoskem departmaju Bouches-du-Rhône regije Provansa-Alpe-Azurna obala. Ima okoli 10.000 prebivalcev. Kraj leži v pokrajini Provansi 23 km severozahodno od Aix-en-Provence.
Lambesc je sedež istoimenskega kantona, v katerega so poleg njegove vključene še občine Charleval, Rognes, La Roque-d'Anthéron, Saint-Cannat in Saint-Estève-Janson s 25.502 prebivalcema. Kanton Lambesc je sestavni del okrožja Aix-en-Provence.
V kraju stoji baročna cerkev Marijinega vnebovzetja.